# Digitaria minima
Digitaria minima là một loài thực vật có hoa trong họ Hòa thảo. Loài này được R.D.Webster mô tả khoa học đầu tiên năm 1984.